# Krakra Bluff
Krakra Bluff är en kulle i Antarktis. Den ligger i Sydshetlandsöarna. Argentina, Chile och Storbritannien gör anspråk på området. Toppen på Krakra Bluff är 7 meter över havet.
Terrängen runt Krakra Bluff är kuperad åt nordost, men åt nordväst är den platt. Havet är nära Krakra Bluff söderut. Trakten är glest befolkad. Närmaste befolkade plats är St. Kliment Ohridski Base, 10,6 kilometer öster om Krakra Bluff. 